# Louis-Alexandre de Bourbon
Pour les articles homonymes, voir Louis-Alexandre de Bourbon (homonymie) et Bourbon.
Signature
Louis-Alexandre de Bourbon, né le 6 juin 1678 au château de Versailles et mort le 1er décembre 1737 au château de Rambouillet, est un prince et officier de marine français. Dernier fils légitimé de Louis XIV et de Madame de Montespan, il fut comte de Toulouse, duc de Penthièvre, duc d'Arc, de Châteauvillain et de Rambouillet. Il fut également nommé chef du Conseil de marine.

## Biographie

### Enfance
Dernier des enfants naturels que le roi Louis XIV eut de Madame de Montespan, il fut légitimé et fait comte de Toulouse en 1681. Comme pour ses aînés, le nom de sa mère, alors femme mariée, ne fut pas mentionné dans l'acte de légitimation. Il était officiellement fils seul du roi. C'était ainsi la dernière grâce que reçut la marquise, déjà en disgrâce depuis l'affaire des poisons. Retirée en son château de Clagny, elle put élever son fils et lui inculquer ses valeurs.
Il fut nommé duc de Penthièvre en 1697 et duc de Rambouillet en 1711. À la mort de son demi-frère, Louis de Bourbon, il reçut, à l'âge de cinq ans, la charge d'amiral de France et fut aussi fait colonel d'un régiment d'infanterie à son nom, en février 1684. Il fut également nommé « mestre de camp » d'un régiment de cavalerie en 1693. Nommer ses fils légitimés si jeunes à de très grands  postes permettait au roi de conserver la main sur les affaires pendant toute la minorité.
Il obtint le gouvernement de Guyenne en janvier 1689, qu'il échangea contre celui de Bretagne en mars 1695. Il n'avait alors que 17 ans. Il fut également nommé comme chevalier des ordres du roi le 2 février 1693, maréchal de camp le 3 janvier 1696 puis lieutenant général des armées du roi le 3 août 1697. De telles charges faisait de lui une figure importante du royaume.

### Personnalité
Le duc de Saint-Simon disait dans ses Mémoires de Saint-Simon qu'il était :
« un homme fort court, avec un accueil aussi gracieux qu’un froid naturel, mais glacial, le pouvait permettre ; de la valeur et de l’envie de faire, mais par les bonnes voies, et en qui le sens droit et juste, pour le très ordinaire, suppléait à l’esprit ; fort appliqué d’ailleurs à savoir sa marine de guerre et de commerce et l’entendant très bien. »
Il commanda à André Danican Phillidor de copier les partitions du compositeur Michel-Richard de Lalande dont il appréciait particulièrement la musique. En 1706, il décida d'acheter le château de Rambouillet à Joseph Fleuriau d'Armeonville. Il fit alors considérablement agrandir le domaine et fit procéder à d'importants embellissements du château. Le marquisat de Rambouillet fut érigé en duché-prairie, alors un vaste territoire, par le biais de lettres patentes en mai 1711.
En 1712, le comte de Toulouse acheta à Louis II Phélypeaux de La Vrillière, l'hôtel de La Vrillière situé près de la place des Victoires, à Paris. Appelé depuis « hôtel de Toulouse », on peut alors y trouver la célèbre Galerie dorée, réaménagée en 1713 par l'architecte Robert de Cotte. L'hôtel est aujourd'hui le siège de la Banque de France et de ses précieuses collections. Louis XV avait une grande affection pour le comte, dont il partageait l'amour pour la chasse.

### Mariage
Le comte eut deux enfants naturels de Madeleine Aumont : Louis-Alexandre de Sainte-Foy (né en 1720 et mort jeune) et Philippe-Auguste de Sainte-Foy (1721-1795). Louis-Alexandre projetait tout d'abord d'épouser Charlotte de Lorraine mais l'union fut refusée par son père, en 1713. Il fit alors un mariage d'amour, d'abord secrètement, avec Marie-Victoire de Noailles, qui lui donna un fils : Louis-Jean-Marie de Bourbon, né le 16 novembre 1725 au château de Rambouillet.
Ce mariage, contracté quelques mois avant la mort du Régent, cousin et beau-frère du comte, en août 1723, fut rendu public peu après cet événement. En effet, la nouvelle épouse était veuve du marquis de Gondrin, un des deux fils du duc d'Antin, étant alors le seul fils légitime de la marquise de Montespan, depuis répudiée. Le mariage pouvait donc aisément être jugé inconciliable.

### Front politique et militaire

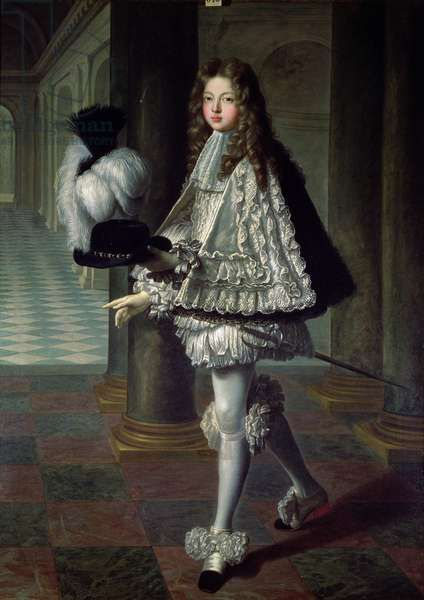
Portrait du comte de Toulouse en costume de Novice de l'ordre du Saint-Esprit par Louis de Boullogne, 1693.

Le comte obtint la charge de grand veneur de France en mars 1714. La même année, un dédit royal de juillet le déclara apte à succéder au trône à la suite des princes légitimes et lui donna le rang de prince du sang. Cet édit fut cassé par le Parlement de Paris en 1718. Il ne fut cependant pas écarté du pouvoir et on lui laissa toutes ses charges et sa fortune, contrairement à son frère aîné sur qui se cristallisait la haine des princes.
Lors de la polysynodie, il devint chef du Conseil de marine jusqu'en 1722, date à laquelle il fut remplacé par le même Joseph Fleuriau d'Armenonville, à qui il avait alors quelque peu forcé la main pour lui acheter le château de Rambouillet. Lors de la guerre de Succession d'Espagne, il fut chargé de défendre la Sicile. En 1704, devant Malaga, la flotte qu'il commande inflige de très lourdes pertes à la flotte anglo-hollandaise alors commandée par l'amiral George Rooke. Philippe V, son neveu, le nomma alors chevalier de la Toison d'or, en 1704.

### Décès du comte de Toulouse
Tombé en disgrâce, le comte de Toulouse se retira dans son château de Rambouillet où il mourut en 1737 des suites d’une opération. Il fut inhumé dans l'église de la ville mais son fils, le duc de Penthièvre, fut contraint en 1783 de transférer le cercueil de son père dans la collégiale Saint-Étienne du château de Dreux. Ses restes reposent aujourd'hui dans une crypte de la chapelle royale de Dreux, où repose également sa famille.